# Reid Bryson
Reid Allen Bryson (Detroit, 7 giugno 1920 – Madison, 11 giugno 2008) è stato un geologo, meteorologo e climatologo statunitense.

## Biografia
Bryson ha conseguito il Bachelor of Arts in geologia nel 1941 all'Università Denison in Ohio. Durante la seconda guerra mondiale ha prestato servizio come ufficiale meteorologo nel 557th Weather Wing fino al 1946, anno in cui ha cominciato a lavorare all'Università del Wisconsin-Madison nel Dipartimento di geologia. Nel 1948 ha conseguito il Ph.D in meteorologia all'Università di Chicago e nello stesso anno ha fondato all'università del Wisconsin il Dipartimento di meteorologia, diventandone il primo direttore. Nel 1963 ha fondato il Center for Climatic Research dell'università del Wisconsin. Nel 1970 ha contribuito in modo determinante alla creazione dell’Institute for Enviromental Studies dell'università del Wisconsin (poi divenuto Gaylord Nelson Institute), di cui ha assunto la direzione mantenendola fino al 1985, anno del suo ritiro. Dopo il pensionamento è stato nominato professore emerito dell'Università del Wisconsin-Madison. Bryson è considerato uno dei pionieri della climatologia. Nel corso della sua carriera ha pubblicato cinque libri e più di 240 articoli. Era sposato e dalla moglie Francis ha avuto quattro figli.

## Posizioni sui cambiamenti climatici
Bryson era scettico sull’origine antropica del riscaldamento globale. Lo scienziato riconosceva la realtà dell'aumento delle temperature globali, ma riteneva che ciò avvenisse per cause naturali e che i cambiamenti climatici siano soggetti a cicli naturali. Bryson affermava che le temperature stanno aumentando perché il mondo sta venendo fuori dalla Piccola era glaciale e non perché l'umanità sta immettendo nell'atmosfera una maggiore quantità di anidride carbonica.

## Libri pubblicati
- Reid. A. Bryson, Airmasses, Streamlines, and the Boreal Forest, University of Wisconsin, Department of Meteorology, 1966
- Reid. A. Bryson; John E. Kutzback, Air pollution, Association of American Geographers, 1968
- Reid A. Bryson; F.K. Hare, Climates of North America, Elsevier Scientific Pub. Co., 1974
- Reid A. Bryson, Heyuppskera: an heuristic model for hay yield in Iceland, University of Wisconsin, Center for Climatic Research, 1974
- Reid A. Bryson; Thomas J. Murray, Climates of Hunger: Mankind and the World's Changing Weather, University of Wisconsin Press, 1977